# Cours-les-Bains
Cours-les-Bains é uma comuna francesa na região administrativa da Nova Aquitânia, no departamento da Gironda. Estende-se por uma área de 10,62 km². Em 2010 a comuna tinha 224 habitantes (densidade: 21,1 hab./km²).